# Danakilia dinicolai
Danakilia dinicolai är en fiskart som beskrevs av Stiassny, de Marchi och Anton Lamboj 2010. Danakilia dinicolai ingår i släktet Danakilia och familjen Cichlidae. Inga underarter finns listade i Catalogue of Life.